# Emballonuroidea
Emballonuroidea (мішкокрилуваті) — надродина кажанів, що складається з двох родин: Emballonuridae (мішкокрилові) й Nycteridae (щіленосові). Члени надродини присутні в субтропічних і тропічних регіонах світу. Назва мішкокрилуваті залозистого мішка на краю крил у багатьох видів, який використовується для створення запаху в цілях територіального панування й соціальної присутності. Надродина містить 69 видів у 15 родах.

## Склад надродини
Emballonuroidea (мішкокрилуваті)
- Emballonuridae (мішкокрилові)
  - Balantiopteryx, 3 види
  - Centronycteris, 2 види
  - Coleura, 4 види
  - Cormura, 1 вид
  - Cyttarops, 1 вид
  - Diclidurus, 4 види
  - Emballonura, 8 видів
  - Mosia, 1 вид
  - Paremballonura, 2 види
  - Peropteryx, 5 видів
  - Rhynchonycteris, 1 вид
  - Saccolaimus, 4 види
  - Saccopteryx, 5 видів
  - Taphozous, 14 видів
- Nycteridae (щіленосові)
  - Nycteris, 14 видів